# 이의근
이의근(李義根, 1938년 11월 7일~2009년 4월 21일)은 대한민국의 정치인으로, 민선1·2·3기 경상북도지사(1995~2006)를 지냈다.2009년 4월 21일에 도지사 재임시절부터 투병 중인 전립선암이 재발하여 수술을 받던 중 사망했다. 사후 고향인 청도군에는 그를 기리는 공덕비가 건립되었다.

## 학력
- 청도칠곡초등학교 졸업
- 이서중학교 졸업
- 대구상업고등학교 졸업
- 영남대학교 상경대학 경제학 학사
- 연세대학교 행정대학원 행정학 석사

### 명예박사 학위
- 영남대학교 행정학 명예박사
- 대구가톨릭대학교 경영학 명예박사

## 경력
- 1978년: 대통령비서실 서기관
- 1986년: 경기도 부천시장
- 1987년 6월~1988년 6월: 경기도 안양시장
- 1993년 3월~1993년 12월: 제23대 경상북도지사
- 1993년 12월~1995년 4월: 대통령비서실 행정수석비서관
- 1995년 7월 1일~2006년 6월 30일: 제26대~제28대 경상북도지사(한나라당)
- 1996년: 동북아지역자치단체연합 초대의장
- 2006년 9월~2008년 5월: 제4대 대신대학교 총장
- 2008년 5월~2009년 3월[3] : 새마을운동중앙회 회장

## 역대 선거 결과
|  | 37.94% |

|  | 71.96% |

|  | 85.49% |

## 수상
- 1988년: 홍조근정훈장
- 2000년: 제33회 대한민국과학기술상 진흥상
- 2006년: 캄보디아 문화공로훈장

## 저서
- 1995년: 지방시대 우리의 미래(다산미디어)
- 2006년: 히말라야시다의 證言을 들으리라(한울아카데미)

## 가족 관계
- 동생 이중근 - 민선 4·5기 경상북도 청도군수(2008~2014), 제8대 대구도시공사 사장(2004~2006)

## 같이 보기
- 대한민국의 정치